# Primærrute 11
De Primærrute 11 is een hoofdweg in Denemarken. De weg loopt van de Duitse grens via Esbjerg en Holstebro naar Nørresundby, een voorstad van Aalborg. De Primærrute 11 loopt door het westen van Jutland en over het eiland Vendsyssel-Thy en is ongeveer 349 kilometer lang. Daarmee is de weg na de Primærrute 16 na de langste hoofdweg van Denemarken.

## Thistedgrenen
De laatste kilometer van de Primærrute 11 is uitgebouwd tot autosnelweg. Deze autosnelweg, de Thistedgrenen, vormt de noordelijke randweg van Nørresundby en eindigt bij het knooppunt Vendsyssel, waar de weg aansluit op de Nordjyske Motorvej richting Aalborg.